# Humerana miopus
Humerana miopus е вид земноводно от семейство Водни жаби (Ranidae).

## Разпространение
Видът е разпространен в Малайзия (Западна Малайзия) и Тайланд.